# Christos Banikas
Christos (Christodulos) Banikas, gr. Χριστόδουλος Μπανίκας (ur. 20 maja 1978 w Salonikach) – grecki szachista i trener szachowy (FIDE Trainer od 2013), arcymistrz od 2001 roku.

## Kariera szachowa
Wielokrotnie reprezentował Grecję na mistrzostwach świata i Europy juniorów w różnych kategoriach wiekowych, trzykrotnie zdobywając brązowe medale (Cala Galdana 1996 – do lat 18 oraz Żagań 1997 i Kozhikode 1998 – do lat 20). Od końca lat 90. XX wieku należy do ścisłej czołówki greckich szachistów. W 1996 r. zwyciężył w mistrzostwach kraju w szachach szybkich, natomiast pomiędzy 2000 a 2005 r. sześciokrotnie z rzędu zdobył tytuły indywidualnego mistrza Grecji, a w 2007 r. – tytuł wicemistrza. W latach 2008 i 2009 zdobył kolejne dwa złote medale mistrzostw kraju. W 2002 r. zdobył w Chanii tytuł mistrza Europy w szachach szybkich, a w Stambule – tytuł mistrza państw bałkańskich.
Do jego indywidualnych sukcesów na arenie międzynarodowej należą m.in.:
- dz. I m. w Kawali (1996, wspólnie z m.in. Igorem Miladinoviciem i Dejanem Anticiem),
- I m. w Ajos Kirikos (1998),
- dz. I m. w Dos Hermanas (2000, wspólnie z Roberto Cifuentesem Paradą),
- II m. w Genui (2000, za Władimirem Małachowem,
- dz. I m. w Ano Liosia (2000/01, wspólnie z m.in. Władimirem Bakłanem, Janem Gustafssonem, Leonidem Judasinem, Igorem Chenkinem i Siergiejem Szypowem)[4],
- Stambule (2001, I m.),
- dz. III m. w Kawali (2005, za Suatem Atalikiem i Eduardasem Rozentalisem, wspólnie z m.in. Levente Vajdę i Slavoljubem Marjanoviciem oraz 2007, za Ivanem Ivaniseviciem i Wasiliosem Kotroniasem, wspólnie z m.in. Steliosem Chalkiasem i Tamazem Gelaszwilim),
- dz. II m. w Atenach (2007, turniej Acropolis, za Ilią Smirinem, wspólnie z Wadimem Małachatko, Kiryłem Georgijewem, Mircea Parligrasem, Dimitriosem Mastrowasilisem i Dmitrijem Siwetuszkinem),
- dz. I m. w Atenach (2007, turniej Nikaia Open, wspólnie z Władimirem Petkowem i Tigranem Gharamianem),
- dz. I m. w Ajos Kirikos (2008, wspólnie z Robertem Markusem),
- dz. I m. w Atenach (2009, turniej Acropolis, wspólnie z Borki Predojeviciem, Joanisem Papaioanu i Atanasem Kolewem).

Wielokrotnie reprezentował Grecję w turniejach drużynowych, m.in.:
- dziewięciokrotnie na olimpiadach szachowych (w latach 1996, 1998, 2000, 2002, 2006, 2008, 2010, 2012, 2014)[5],
- na drużynowych mistrzostwach świata (w roku 2010); medalista: indywidualnie – srebrny (2010 – na III szachownicy)[6],
- siedmiokrotnie na drużynowych mistrzostwach Europy (w latach 2001, 2003, 2005, 2007, 2009, 2011, 2013); medalista: indywidualnie – srebrny (2005 – na III szachownicy)[7].

Najwyższy ranking w dotychczasowej karierze osiągnął 1 lipca 2014 r., z wynikiem 2646 punktów zajmował wówczas 1. miejsce wśród greckich szachistów.